# Buono di Napoli
Buono di Napoli, detto anche Maestro Buono (Napoli, 1120 circa – 1166), è stato un architetto e scultore italiano.
È considerato il primo resturatore in Italia, sia di architetture sia di sculture

## Biografia
Giorgio Vasari lo menziona nel suo le vite de' più eccellenti pittori, scultori e architettori, nel paragrafo sulla vita di Arnolfo di Cambio. Ma Vasari non seppe, o non volle, specificarne la provenienza, che venne poi individuata dal pittore Massimo Stanzione.
Buono diede i primi esempi della sua arte nel Regno di Sicilia dove ricostruì l'episcopio di Napoli, che Vasari affermò venisse eseguito in quegli anni, pur non conoscendone l'autore. Nel 1152 fu chiamato a Ravenna dove redasse i progetti di alcune chiese e palazzi; eseguì anche numerose sculture.

### Architetto della Repubblica Veneziana

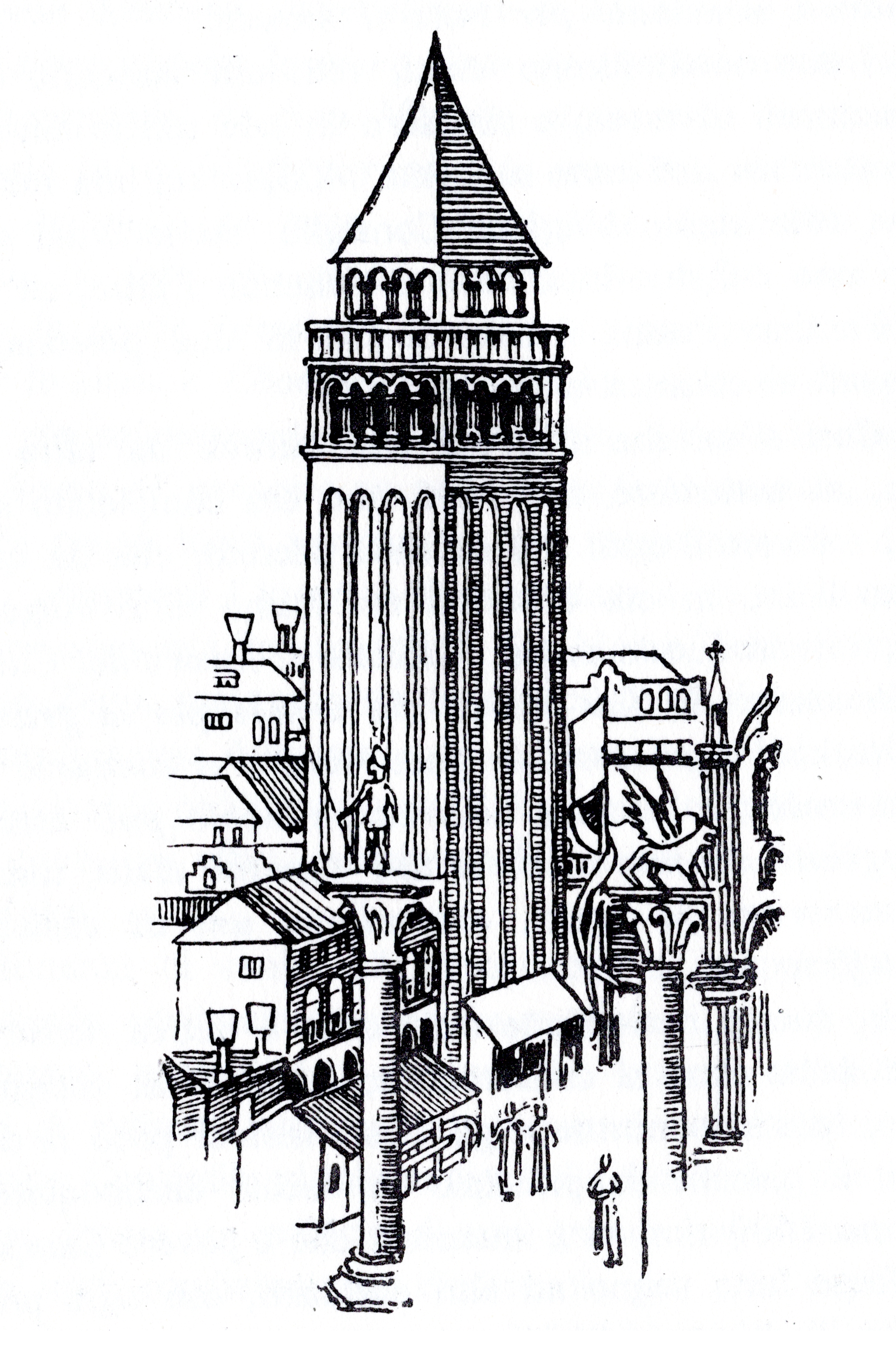
Particolare della xilografia Peregrinatio in Terram Sanctam di Erhard Reuwich (1486), che mostra il campanile dopo il restauro del 1405-1406

Nel 1153 fu chiamato a Venezia, dove edificò il campanile di San Marco. Da lui i veneziani appresero, come afferma Vasari, l'arte di edificare i basamenti degli edifici con grandi palificate e robuste platee di fondazione.

### Al servizio di Guglielmo il malo
Nel 1154 Guglielmo il malo decise di erigere a Napoli un palazzo, che fosse degno della sua casata. Richiamò Buono a Napoli e gli affidò l'incarico della progettazione di castel Capuano e di castel dell'Ovo. La morte di Guglielmo interruppe i lavori; gli edifici furono successivamente completati da Federico II

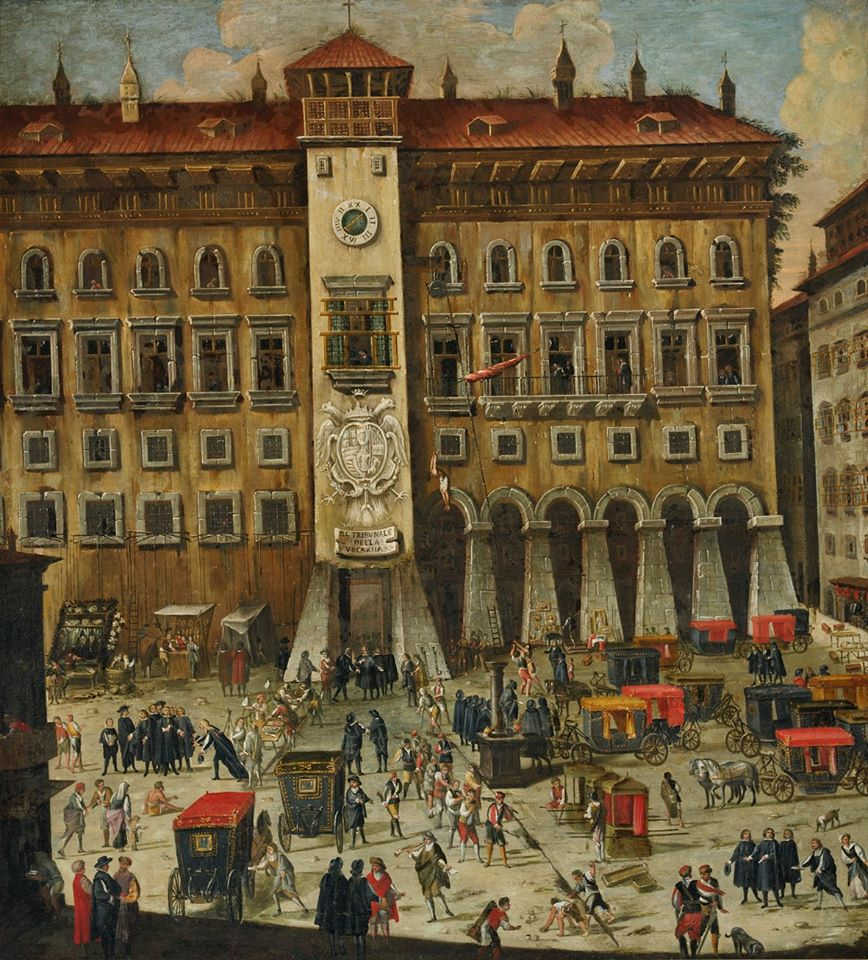
Castel Capuano nel XVII secolo

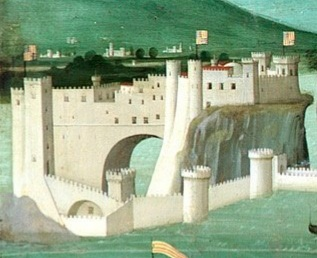
Castel dell'Ovo in epoca rinascimentale, particolare della Tavola Strozzi, 1472-1473, Francesco Rosselli, Napoli,
Museo nazionale di San Martino

### Viaggi in Toscana
Buono si recò poi a Pistoia, dove nel 1166 lavorò all'ampliamento della chiesa di Sant'Andrea e scolpì nell'architrave della porta alcune figure in basso rilievo; vi incise l'anno di realizzazione e il suo nome. Successivamente fu chiamato a Firenze dove progettò l'allargamento della chiesa di Santa Maria Maggiore. Gli aretini lo chiamarono nella loro città dove costruì l'antico palazzo dei governatori di Arezzo ed una adiacente torre campanara per chiamare il popolo alle assemblee pubbliche. Il palazzo venne abbattuto dopo il 1533, perché si trovava troppo vicino alla fortezza della città.